# 2018年平昌パラリンピック
2018年平昌パラリンピック（2018ねんピョンチャンパラリンピック）は、2018年3月9日から3月18日まで韓国の江原道平昌で行われた第12回冬季パラリンピック。平昌2018（PyeongChang 2018、평창 2018）と呼称される。

## 競技日程
| 開 | 開会式 | ● | 予選 | 1 | 決勝 | 閉 | 閉会式 |

| 3月                    | 9 金 | 10 土 | 11 日 | 12 月 | 13 火 | 14 水 | 15 木 | 16 金 | 17 土 | 18 日 | 金メダル数 |
| ---------------------- | ---- | ----- | ----- | ----- | ----- | ----- | ----- | ----- | ----- | ----- | ---------- |
| 開会式                 | ●    |       |       |       |       |       |       |       |       |       |            |
| 閉会式                 |      |       |       |       |       |       |       |       |       | ●     |            |
| アルペンスキー         |      | 6     | 6     |       | 6     | 3     | 3     |       | 3     | 3     | 30         |
| バイアスロン           |      | 6     |       |       | 6     |       |       | 6     |       |       | 18         |
| クロスカントリースキー |      |       | 2     | 4     |       | 6     |       |       | 6     | 2     | 20         |
| パラアイスホッケー     |      |       |       |       |       |       |       |       |       | 1     | 1          |
| スノーボード           |      |       |       | 5     |       |       |       | 5     |       |       | 10         |
| 車いすカーリング       |      |       |       |       |       |       |       |       | 1     |       | 1          |
| Total                  |      | 12    | 8     | 9     | 12    | 9     | 3     | 11    | 10    | 6     | 80         |

## 参加国・地域
参加国は次の49か国、合計563選手が出場した。
平昌パラ五輪参加国
- アンドラ (1)
- アルゼンチン (2)
- アルメニア (1)
- オーストラリア (11)[3]
- オーストリア (13)
- ベラルーシ (14)
- ベルギー (2)
- ボスニア・ヘルツェゴビナ (1)
- ブラジル (3) [4]
- ブルガリア (1)
- カナダ (52)[5]
- チリ (4)
- 中国 (26)[6]
- クロアチア (7)[7]
- チェコ (21)
- デンマーク (1)[8]
- エストニア (1)[9]
- フィンランド (13)
- フランス (11)[10]
- ジョージア (2)
- ドイツ (20)[11]
- イギリス (14)[12]
- ギリシャ (1)
- ハンガリー (2)
- アイスランド (1)
- イラン (5)
- イタリア (25)
- 日本 (38)
- カザフスタン (6)
- 北朝鮮 (2)[13]
- 韓国 (36) (開催国)
- メキシコ (1)[14]
- モンゴル (1)
- オランダ (9)
- 中立パラリンピック (30)
- ニュージーランド (3)[15]
- ノルウェー (31)
- ポーランド (7)
- ルーマニア (1)
- セルビア (1)
- スロバキア (11)
- スロベニア (1)
- スペイン (3)
- スウェーデン (21)[16]
- スイス (13)
- タジキスタン (1)
- トルコ (1)
- ウクライナ (20)
- アメリカ合衆国 (68)
- ウズベキスタン (1)

ジョージア、タジキスタン、朝鮮民主主義人民共和国（北朝鮮）は初参加である。
2016年、ロシアの国ぐるみのドーピング疑惑が発生してWADAなどがロシアの選手のオリンピックへの出場停止を勧告した。IPCは2017年1月にロシアパラ五輪委に対し予選の参加を認めない声明を出した。これはリオパラ五輪と同様の措置である。出場資格を有し、かつIPCの反ドーピング規程に従うことを立証できる個人選手らは、「中立パラリンピック選手」 "Neutral Paralympic Athletes" (NPA) として、いかなる式典においても中立的なパラリンピック旗とパラリンピック賛歌の下、出場することが許される。

## 大会マスコット
大会マスコットはツキノワグマのバンダビ。

## 競技会場

### 平昌（ピョンチャン）マウンテンクラスター
- 平昌オリンピックスタジアム（開閉会式）[18][19]
- アルペンシアリゾート
  - アルペンシア・バイアスロンセンター（英語版、朝鮮語版） - バイアスロン、クロスカントリースキー[18]
- 旌善（チョンソン）アルペンセンター - アルペンスキー、スノーボード[18]

### 江陵（カンヌン）コースタルクラスター
- 江陵オリンピックパーク（英語版、朝鮮語版）
  - 江陵ホッケーセンター（英語版、朝鮮語版） - パラアイスホッケー[18]
  - 江陵カーリングセンター - 車いすカーリング[18]

## 国・地域別メダル獲得数
2018年3月14日クロスカントリー男子1.5kmスプリントクラシカル立位で、カナダのマーク・アレンツ選手とフィンランドのイルッカ・トゥオミスト選手が、4:20.8の同タイムで3着ゴール。写真判定でも前後がつかず、同着で公式に確定のため、この種目では銅メダルが2つとなり、カナダとフィンランドに銅メダルが1ずつ加算、銅メダル総数が81になる。
| 順 | 国・地域           | 金 | 銀 | 銅 | 計 |
| -- | ------------------ | -- | -- | -- | -- |
| 1  | アメリカ合衆国     | 13 | 15 | 8  | 36 |
| 2  | 中立パラリンピック | 8  | 10 | 6  | 24 |
| 3  | カナダ             | 8  | 4  | 16 | 28 |
| 4  | フランス           | 7  | 8  | 5  | 20 |
| 5  | ドイツ             | 7  | 8  | 4  | 19 |
| 6  | ウクライナ         | 7  | 7  | 8  | 22 |
| 7  | スロバキア         | 6  | 4  | 1  | 11 |
| 8  | ベラルーシ         | 4  | 4  | 4  | 12 |
| 9  | 日本               | 3  | 4  | 3  | 10 |
| 10 | オランダ           | 3  | 3  | 1  | 7  |

© IPC 2018
NPAは個人参加のロシア選手団。

## TV放送
日本放送協会（NHK）は2018年の本大会から2024年のパリパラリンピックまでの独占放映権を獲得した。放映権にはテレビ放送に加えて、ラジオ放送やインターネット・モバイル放送の権利も含まれている。
開閉会式をEテレで生中継し、日本選手が出場する競技を中心に総合とEテレ、BS1で中継及び録画放送する。また音声多重放送の副音声を使用し、聴覚障害者向け実況放送も行う。

## 開会式
開会式は3月9日午後8時より約2時間平昌オリンピックスタジアムで開催された。総合演出はコ・ソヌン。
最終聖火ランナーは車いすカーリング男子のソ・スンソクと平昌五輪カーリング女子の金恩貞が務めた。
選手の入場はハングル順で行進。当初は五輪同様に韓国と北朝鮮の合同入場行進が予定していたが、8日北朝鮮代表委員会が独島なしの統一旗では入場しないと主張し、韓国側の説得も受け入れなかったため断念した。

## ファン・ヨンデ功績賞
ニュージーランドのアルペンスキー男子のアダム・ホール選手とフィンランドのノルディックスキー距離女子のシニ・ビュー選手がファン・ヨンデ功績賞を受賞した。